# Living 4
Living 4 è il quarto album del gruppo hard rock Elektradrive uscito nel 2009. per la Valery Records.

## Tracce
1. Evil Empire
2. Feed  The Ground
3. What We Still Don't Know
4. Living 4
5. Do It For Everyone
6. Get Power From The Sun
7. Pain
8. Dirty War Of Bloody Angels
9. What You See In What You Get
10. You Are Always On My Mind
11. The Water Diviner
12. In A Superficial Way
13. Fake News
14. Son Of The Universe